# Chrysops silviaris
Chrysops silviaris är en tvåvingeart som beskrevs av Philip och M. Josephine Mackerras 1960. Chrysops silviaris ingår i släktet Chrysops och familjen bromsar.
Artens utbredningsområde är Myanmar. Inga underarter finns listade i Catalogue of Life.